# Fehérszalagos fazekasmadár
A fehérszalagos fazekasmadár (Furnarius figulus) a madarak (Aves) osztályának verébalakúak (Passeriformes) rendjébe a fazekasmadár-félék (Furnariidae) családjába tartozó faj.

## Rendszerezése
A fajt Martin Hinrich Carl Lichtenstein német zoológus írta le 1823-ban, a Turdus nembe Turdus figulus néven.

## Alfajai
- Furnarius figulus figulus (Lichtenstein, 1823)
- Furnarius figulus pileatus P. L. Sclater & Salvin, 1878[2]

## Előfordulása
Brazília területén honos. Természetes élőhelyei a szubtrópusi és trópusi síkvidéki esőerdők és bokrosok, valamint vizes élőhelyek és vidéki kertek. Állandó, nem vonuló faj.

## Megjelenése
Testhossza 16 centiméter, testtömege 28 gramm.
|  |

## Természetvédelmi helyzete
Az elterjedési területe rendkívül nagy, egyedszáma ugyan csökken, de még nem éri el a kritikus szintet. A Természetvédelmi Világszövetség Vörös listáján nem fenyegetett fajként szerepel.